# بيت عريث (الرجم)

تعديل مصدري - تعديل

بيت عريث هي إحدى قرى عزلة بني عواض بمديرية الرجم التابعة لمحافظة المحويت، بلغ تعداد سكانها 154 نسمة حسب تعداد اليمن لعام 2004.